# Castel di Tora
Castel di Tora és un comune (municipi) de la província de Rieti, a la regió italiana del Laci, situat a uns 50 km al nord-est de Roma i a uns 20 km al sud-est de Rieti, a la riba del Llac Turano. A 1 de gener de 2019 la seva població era de 272 habitants.
Castel di Tora limita amb els municipis següents: Ascrea, Colle di Tora, Pozzaglia Sabina, Rocca Sinibalda i Varco Sabino.

## Llocs d'interès
Hi ha una torre pentagonal de l'antic castell, l'ermita de San Salvatore i el santuari de Santa Anatòlia.